# 자야바르만 1세
자야바르만 1세(Jayavarman I, 크메르어: ជ័យវរ្ម័នទី១)는 진랍의 개국자이며, 크메르 제국의 개국자로 보기도 한다. 
진랍은 초기에 부남의 속국이었으나, 차츰 강대해져 7세기에는 역으로 부남을 병합하였다. 왕통은 은자 칸브와 선녀 멜러를 시조로 한다고 알려졌다. 사료 상으로 598년에 자야바르만 1세가 재위하였고, 수서에 실려있는 질다사나(치트라세이나 마헨드라바르만) 왕이 600년에 재위했다고 한다. 두 왕 모두 메콩 강의 중앙 유역에서 캄보디아 북서부까지를 그 영역으로 하였으며, 다음 왕인 이샤나바르만 1세는 616년 처음으로 중국 수나라에 조공을 했다.
수도는 현재의 산보르 플레이 쿡 유적으로, 왕을 알현하는 대회당 및 2만호 이상이 거주하는 큰 성으로 국내에 30개의 다른 큰 성이 있었다고 한다. 639년에는 바바바르만 2세가 즉위하였고, 아들 자야바르만 1세가 남부 메콩강 델타 지역까지 정복하며, 국내를 통일했다. 그러나 후계자의 부재로 인해 내정은 군웅 할거 상황이 되었다.
자야바르만 1세가 죽은 후 왕위계승을 둘러 싼 투쟁으로 707년 수진랍과 육진랍으로 분열되어 정치적 혼란이 발생하였다. 자야바르만 1세의 뒤를 이은 자야바르만 2세는 9세기 초부터 서서히 왕국의 기초를 닦았다.

## 같이 보기
- 자야바르만 2세